# Grace Phipps
Grace Victoria Phipps (Austin (Texas), 4 mei 1992) is een Amerikaanse actrice.

## Biografie
Phipps werd geboren in Austin (Texas) en groeide op in Boerne en San Antonio (Texas), waar zij haar high school doorliep aan de Robert E. Lee High School en studeerde af in theaterwetenschap aan de North East School of the Arts. 
Phipps begon in 2011 als jeugdactrice met acteren in de film Fright Night, waarna zij nog meerdere rollen speelde in films en televisieseries.

## Filmografie

### Films
Uitgezonderd korte films.
- 2021 Superhost - als Rebecca
- 2020 Bound by Law - als Melissa
- 2015 Tales of Halloween - als Alice
- 2015 Teen Beach 2 - als Lela
- 2015 Some Kind of Hate - als Kaitlin
- 2015 Dark Summer - als Mona Wilson

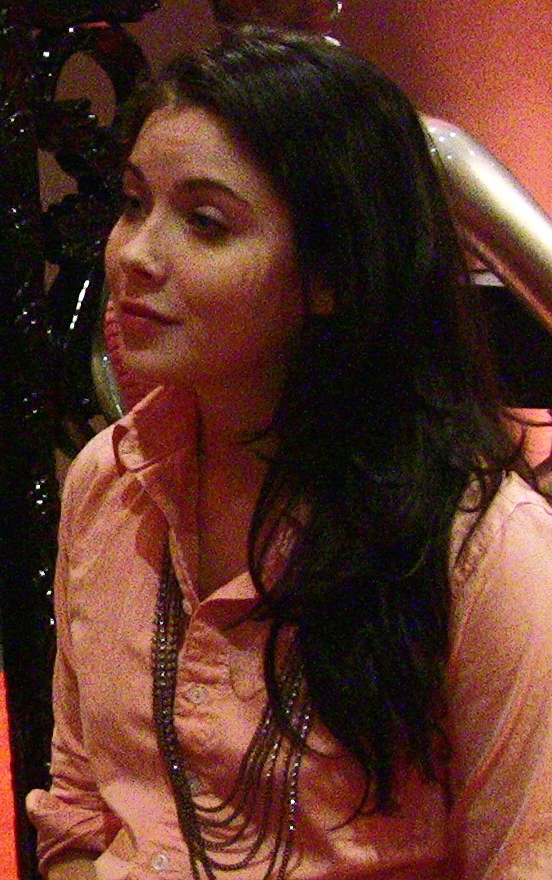
Grace Phipps in 2011

- 2013 Teen Beach Movie - als Lela
- 2011 Fright Night - als Bee

### Televisieseries
Uitgezonderd eenmalige gastrollen.
- 2017-2018 Z Nation - als sergeant Lilley - 16 afl.
- 2016 ThisIsCollege - als Emma - 2 afl.
- 2015 Scream Queens - als Mandy - 3 afl.
- 2013 Baby Daddy - als Megan - 3 afl.
- 2012-2013 The Vampire Diaries - als April Young - 10 afl.
- 2011 The Nine Lives of Chloe King - als Amy - 10 afl.

- Bibliothèque nationale de France: cb167290223 (data)
- Gemeinsame Normdatei: 1038353475
- International Standard Name Identifier: 0000 0004 1850 3386
- Library of Congress Control Number: no2014027575
- MusicBrainz: 99261f74-9d78-4cf0-ae8c-a3d511f48544
- Virtual International Authority File: 305231074
- WorldCat: E39PBJr3wxdpHj7dJ9RwbDhrbd